# Długoprzędka bruzdowata
Długoprzędka bruzdowata (Dolichothele tucuruiense) – gatunek pająka z rodziny ptasznikowatych. Endemit Brazylii.

## Taksonomia
Gatunek ten opisany został po raz pierwszy w 2007 roku przez José P.L. Guadanucciego na łamach „Zootaxa” pod nazwą Oligoxystre rufoniger. Jako lokalizację typową wskazano Tucuruí w brazylijskim stanie Pará. Epitet gatunkowy pochodzi od tejże lokalizacji. W 2015 roku Sylvia Marlene Lucas i Rafael Prezzi Indicatti dokonali synonimizacji Oligoxystre z rodzajem Dolichothele, stąd obecna kombinacja.

## Morfologia
Ptasznik o ciele średnich rozmiarów, mocno obrośniętym szczecinkami. Holotypowy samiec ma ciało długości 17,7 mm przy karapaksie długości 7,6 mm i szerokości 6,8 mm, natomiast paratypowa samica ma ciało długości 23,8 mm przy karapaksie długości 8,9 mm i szerokości 7,7 mm. Karapaks jest brązowy, o szerokiej i krótkiej, u samicy nieco zakrzywionej bruździe tułowiowej. Ubarwienie opistosomy (odwłoka) jest ciemniejsze niż karapaksu. Genitalia samicy mają parę długich spermatek w nasadowej połowie zaopatrzonych w dwupłatową wypustkę zwróconą dozewnętrznie, a w połowie wierzchołkowej w liczne małe, ślepe płaty. Nogogłaszczki samca cechują się cymbium o płacie tylno-bocznym niewiele większym niż płat przednio-boczny oraz długim, cienkim, pozbawionym kilów i lekko w części odsiebnej zakrzywionym bulbusem. Poza tym samiec ma pierwszą parę odnóży o lekko zakrzywionym nadstopiu i o haku (ostrodze) na goleni z gałęzią tylno-boczną wyposażoną w połowie długości w kolec, a gałęzią przednio-boczną mniejszą niż kolec z nią sąsiadujący.

## Rozprzestrzenienie
Gatunek neotropikalny, południowoamerykański, endemiczny dla stanu Pará w Brazylii.